# Roberto Pessoa
Roberto Soares Pessoa (Fortaleza, 21 de maio de 1943) é um empresário e político brasileiro muito conhecido por fazer sua carreira política em Maracanaú, no Ceará.

## Biografia
Economista formado pela Universidade Federal do Ceará (1964-1969) e técnico em contabilidade, tornou-se empresário do ramo agropecuário, chegando a ser Diretor da FIEC em 1986.

## Carreira política
Inicia sua carreira política em 1990 no PFL elegendo-se deputado estadual do Ceará. Em 1994 obtém a eleição para deputado federal, sendo reeleito em 1998 e 2002 sempre pelo PFL. Filia-se ao PL em 2003 (que após fusão em 2006 tornou-se PR),filiou-se ao PSB em 2015, mas voltou ao PR alguns meses depois.
Em 2004, foi eleito prefeito de Maracanaú, na região metropolitana de Fortaleza. Reelegeu-se prefeito em 2008 pelo Partido da República, tendo Firmo Camurça como vice, com mais de 87% (87.901 votos). Em 2014, disputou a eleição para vice-governador na chapa que lançou Eunício Oliveira pra governador e Tasso Jereissati para o Senado, porém Eunício e Roberto Pessoa foram derrotados no segundo turno na disputa contra Camilo Santana para governador e Izolda Cela para vice.
Roberto Pessoa é conhecido por ser um dos principais políticos que fazem oposição ao grupo político da família Ferreira Gomes, tendo participado de acaloradas discussões pessoais com Ciro Gomes.
Em 2016 se torna vice-prefeito de Maracanaú, pela chapa que reelegeu Firmo Camurça com mais de 72% dos votos válidos. É pai da deputada estadual Fernanda Pessoa.
Em 2018, após perder o comando do partido para a deputada federal Gorete Pereira, Roberto se filiou ao PSDB para participar das eleições como candidato a deputado federal, com apoio dos ex-governadores Lúcio e Tasso. Ao final da apuração, Roberto foi eleito com 102.470 votos (2,23% dos válidos) e é o único deputado federal de sua coligação (PSDB) no Ceará. Desde 2018, o político tucano apoia o então presidente Jair Bolsonaro.